# 77-я пехотная дивизия (вермахт)
77-я пехотная дивизия (нем. 77. Infanterie-Division) — тактическое соединение сухопутных войск вооружённых сил нацистской Германии периода Второй мировой войны.

## История
77-я пехотная дивизия была сформирована 15 января 1944 года во Франции во время 25-й волны мобилизации Вермахта на основе штаба 355-й пехотной дивизии и личного состава расформированной 364-й пехотной дивизии. Дивизия была уничтожена в районе Сен-Мало, Франция, 15 августа 1944 года.

## Местонахождение
- с января по август 1944 (Франция)

## Подчинение
- 84-й армейский корпус 7-й армии группы армий «D» (январь — август 1944)

## Командиры
- генерал-лейтенант Вальтер Поппе (1 февраля — 25 апреля 1944)
- оберст резерва Рудольф Бахерэр (25 апреля — 1 мая 1944)
- генерал-лейтенант Рудольф Стигман (1 мая — 18 июня 1944)
- оберст резерва Рудольф Бахерэр (18 июня — 15 августа 1944)

## Состав
- 1049-й гренадерский полк (Grenadier-Regiment 1049)
- 1050-й гренадерский полк (Grenadier-Regiment 1050)
- 177-й артиллерийский полк (Artillerie-Regiment 177)
- 177-й сапёрный батальон (Pionier-Bataillon 177)
- 177-й противотанковый дивизион (Panzerjäger-Abteilung 177)
- 177-й батальон связи (Nachrichten-Abteilung 177)
- 177-й отряд материального обеспечения (Nachschubtruppen 177)
- 177-й полевой запасной батальон (Feldersatz-Bataillon 177)